# Arcos (Estremoz)
Arcos is een plaats (freguesia) in de Portugese gemeente Estremoz en telt 1339 inwoners (2001).